# Шрірангапатнам
Шрірангапатнам або Шрірангапаттана (ಶ್ರೀರಂಗಪಟ್ಟಣ) — місто індуїстських храмів та палаців на однойменному острові на річці Кавері, за 13 кілометрів на північ від Майсура, штат Карнатака, Індія. Має важливе релігійне, культурне та історичне значення. За часів британського володарювання йменувався Серінгапатам.
Назву місту подарував храм Шрі Ранганатхасвамі, зведений у IX столітті і присвячений Вішну. У XV столітті місто було укріплено й надалі слугувало резиденцією для майсурських правителів Гайдара Алі й Тіпу Султана.
У знаменитій битві під Серінгапатамом у 1799 році, Тіпу Султан був убитий, після чого Серінгапатам перейшов під управління Ост-Індської компанії. Мармуровий мавзолей Тіпу Султана залишається однією з головних пам'яток міста.

## Географія
Шрірангапатна розташовано 12°25′ пн. ш. 76°42′ сх. д. / 12.41° пн. ш. 76.7° сх. д.. Середня висота над рівнем моря становить 679 метрів. Хоча місто розташовано за 13 км від Майсура, Шрірангапатна відноситься до сусіднього з Майсурським району Мандья. Місто розташовано на однойменному острові посеред річки Кавері. На схід від острова пролягає основне русло річки, а на захід — рукав річки, що називається Пашчіма-вахіні. Місто має залізничне сполучення з Бангалором та Майсуром. Також через місто проходить автошлях Бангалор-Майсур.

## Населення
Відповідно до загально індійського перепису населення 2001 року, кількість жителів Шрірангапатна становила 23 448 чоловік. Чоловіки — 51 % населення й жінки — 49 %. Середній рівень писемності у місті становить 68 %, що вище за середньо індійський рівень (59.5 %). Писемних чоловіків — 74 %, а жінок — 63 %. 10 % населення міста — діти, молодші за 6 років.

## Релігійне значення
Місто отримало свою назву від імені храму Шрі Ранганатхасвамі, присвяченого Вішну. Храм має величезне релігійне значення у вайшнавській традиції індуїзму й саме завдяки йому Шрірангапатнам є одним з найважливіших місць паломництва вайшнавізму у Південній Індії. Храм було зведено правителями династії Ганга у IX столітті. За кілька століть храм був реставрований і частково перебудований. Таким чином, храмова архітектура є сумішшю архітектур Хойсала і Віджаянагара.
Відповідно до традиційних індуїстських вірувань, усі острови на річці Кавері належать Шрі Ранганатхасвамі, й на трьох із цих островів у стародавні часи були збудовані величезні храми, присвячені цій формі мурті Вішну. Навколо храмів було засновано поселення, які нині є так званими «храмовими містами», — важливими місцями паломництва, присвяченими Вішну:
1. Аді-ранга — у Шрірангапатні
2. Мадхья-ранга — у Шиванасамудрі
3. Антья-ранга — у Шрірангамі

Присутність священної річки Кавері розглядається як дуже сприятливий фактор духовного очищення. Рукав Кавері Пашчіма-вахіні у Шрирангапатні вважається особливо священним; паломники приходять здалеку з метою здійснення обрядів поховання померлих родичів та щоб розвіяти їхній прах над річкою.

## Історія

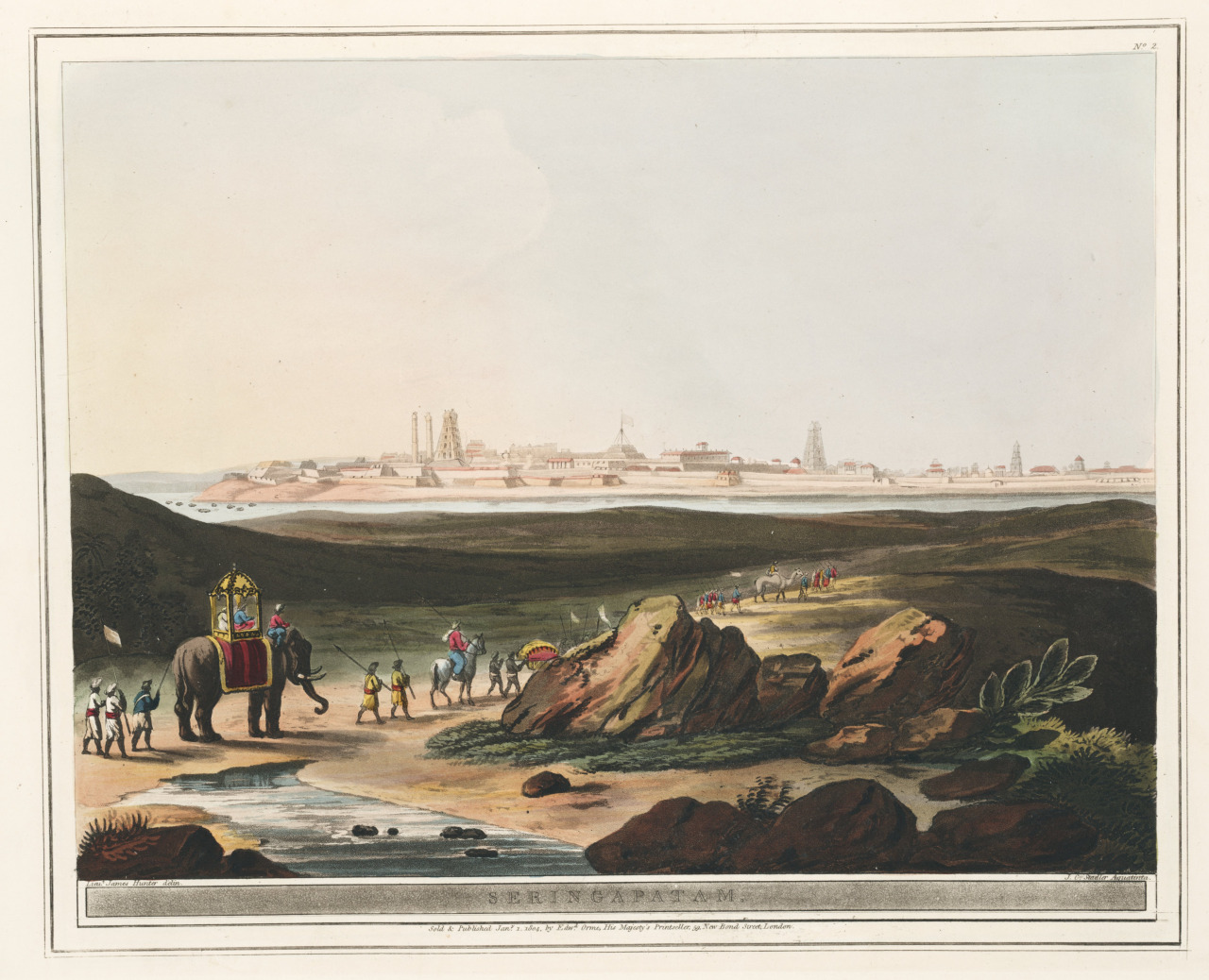
Шрірангапатнам у 1805 році

З давніх часів Шрірангапатнам був важливим адміністративним центром, а також місцем паломництва. Місто часто опинялось у центрі політичного розвитку Південної Індії. За часів імперії Віджаянагара, Шрірангапатнам слугував резиденцією для намісників віджаянагарських царів, які контролювали сусідні васальні князівства, такі як Майсурське і Талакад. У 1454 році в місті віджаянагарськими царями було зведено фортецю, яка мала величезне стратегічне значення, допомагаючи захищати царство від нападів.
Коли Віджаянагарська імперія почала занепадати, майсурські правителі захотіли домогтись незалежності і Шрірангапатнам став першим містом, на яке було здійснено напад. Раджа Водеяр здобув перемогу над Рангараєм і захопив Шрірангапатнам у 1614 році. З цією подією пов'язано кілька народних легенд. В одній з них, Аламеламма, убита горем дружина віджаянагарського намісника, що зазнав поразки та був убитий в битві, прокляла Водеярів. Через це прокляття жоден з царів Майсурської династії не був здатним мати дітей під час свого правління і престол передавався братам, племінникам, прийомним синам магараджів, народженим до сходження на престол.

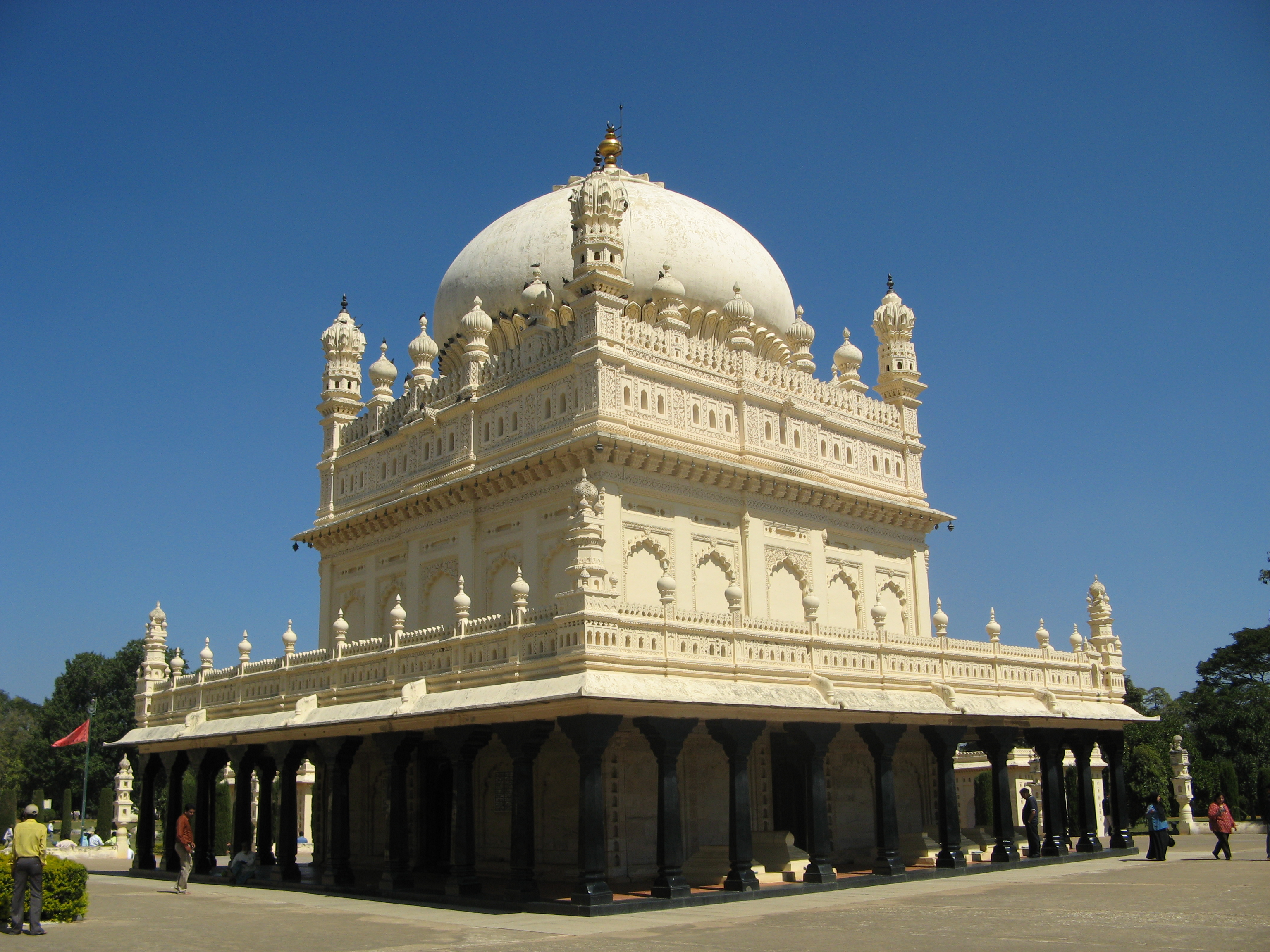
Мавзолей султана Тіппу в Серінгапатамі

У 1610 році намісник Шрірангапатнама пишно відсвяткував фестиваль Наваратрі. З тих пір у Майсурському царстві дві речі демонстрували контроль й символізували владу будь-кого, хто претендував на престол:
1. Успішне проведення 10-денного фестивалю Наваратрі, присвяченого богині-покровительці Майсура Дурзі;
2. Контроль над фортецею Шрірангапатнам, найближчої до Майсура фортифікаційної споруди.

Місто належало майсурським раджам починаючи з 1610 року й до самого моменту набуття Індією незалежності у 1947 році.

### Гайдар Алі й Тіпу Султан
Місто стало де-факто столицею Майсурського царства за часів правління Гайдар Алі (1720—1782) та його сина Тіпу Султана (1750—1799). Гайдар Алі захистив місто від нападу Маратхів у 1759 році й таким чином заклав базу поширення своєї могутності. Його змінив на престолі Тіпу Султан, який також обрав місто своєю резиденцією. За часів правління Тіпу Султана, князівство розширило свої межі, включивши до них значну частину Південної Індії. Це був період найвищого розквіту Шрірангапатнама як столиці могутньої держави. У місті збереглась низка індо-ісламських пам'яток цього періоду: палац Тіпу Султана, парк Даріа-даулат і мечеть.

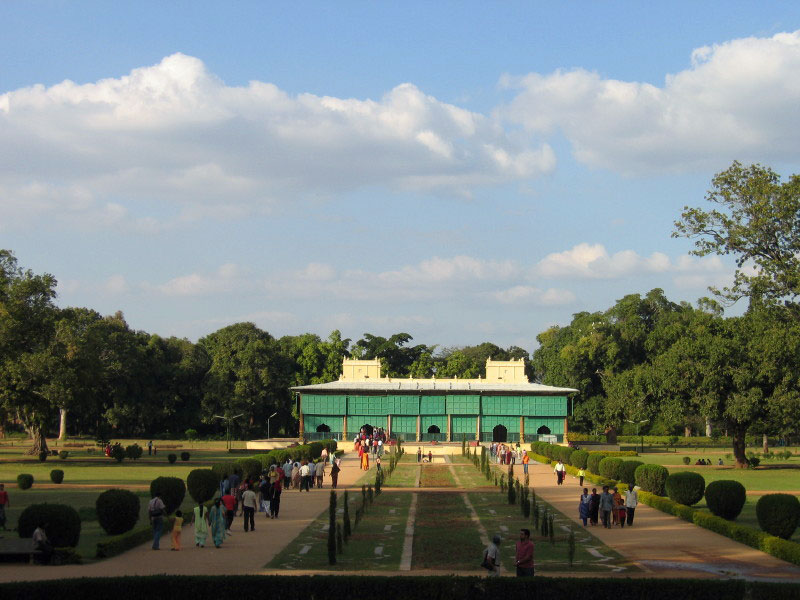
Літній палац Тіпу Султана й парк Даріа-даулат

4 травня 1799 року у місті відбулась остання й вирішальна битва під Серінгапатамом між Тіпу Султаном та військами британської Ост-Індської компанії під командуванням генерала Гарріса. Ця битва ознаменувала завершення Четвертої англо-майсурської війни. Під час битви, в результаті зради свого близького радника Тіпу Султан був убитий біля північного входу до форту Шрірангапатнам. На цьому місці пізніше було встановлено меморіал. Битва під Серінгапатамом була останньою значною історичною подією в історії міста. Після битви місто перейшло під управління Ост-Індської компанії. Здобувши перемогу у битві, англійці цілковито розграбували Шрірангапатнам. Окрім золота і коштовностей, до Англії було вивезено величезну кількість предметів мистецтва, в тому числі особисте приладдя Тіпу Султана, його розкішні одежі та взуття, кинджали, мечі й вогнепальна зброя. Більша частина цих предметів нині є частиною колекції британської королівської родини та музею Вікторії й Альберта. Деякі предмети пізніше було продано з аукціонів та повернуто до Індії. Наприклад, у 2004 році меч Тіпу Султана був придбаний на аукціоні Сотбіс індійським лікерним магнатом Віджеєм Малльєю.

## Пам'ятки
Місто відоме своїм храмом Шрі Ранганатхасвамі, присвяченим одній з форм Вішну. Неподалік від Шрірангапатнама розташований пташиний заповідник Рангантітту, що є ареалом розмноження різних видів птахів, таких як індійський розписний клювач, лелека-зівака, азійський чорноголовий ібіс, крячка індійська річкова, авдотка велика та індійський баклан. За декілька кілометрів від міста, на пагорбі Карігхатта (що у перекладі означає «чорний пагорб»), розташовано вайшнавський храм, присвячений одній з іпостасей Вішну Шрінівасі (Венкатешварі). Мурті Венкатешвари в цьому храмі називається Карі-гірі-васа ("той, хто живе на «чорному пагорбі»). За два кілометри від міста також знаходиться знаменитий шиваїтський храм Німішамбха. Однією з основних пам'яток міста також є літній палац Тіпу Султана.
За 27 км вверх за течією річки знаходиться водоспад Шивасамудра, — другий за величиною водоспад в Індії та 16-й — у світі.

## Галерея

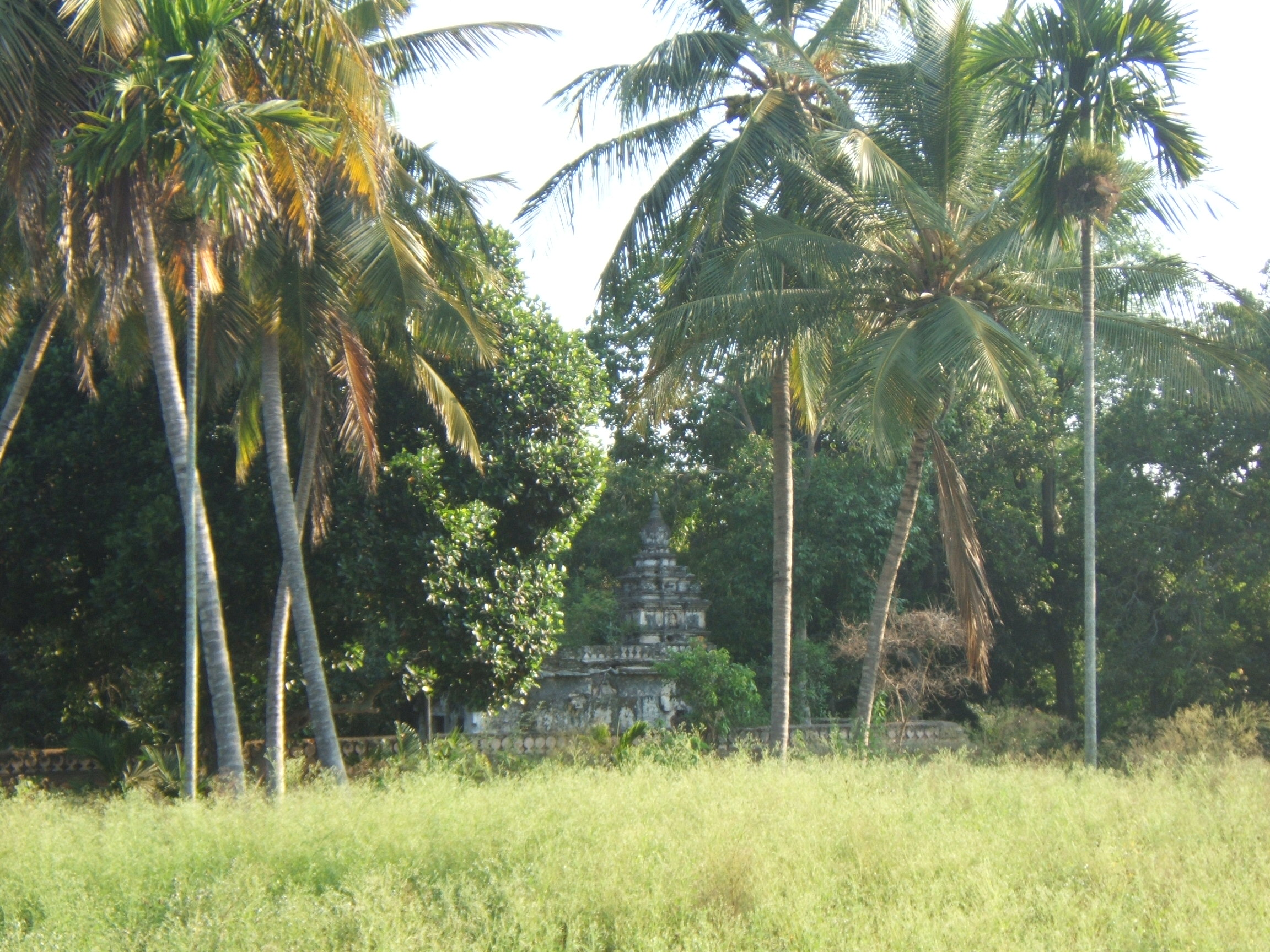
Покинутий храм на острові Шрірангапатнам
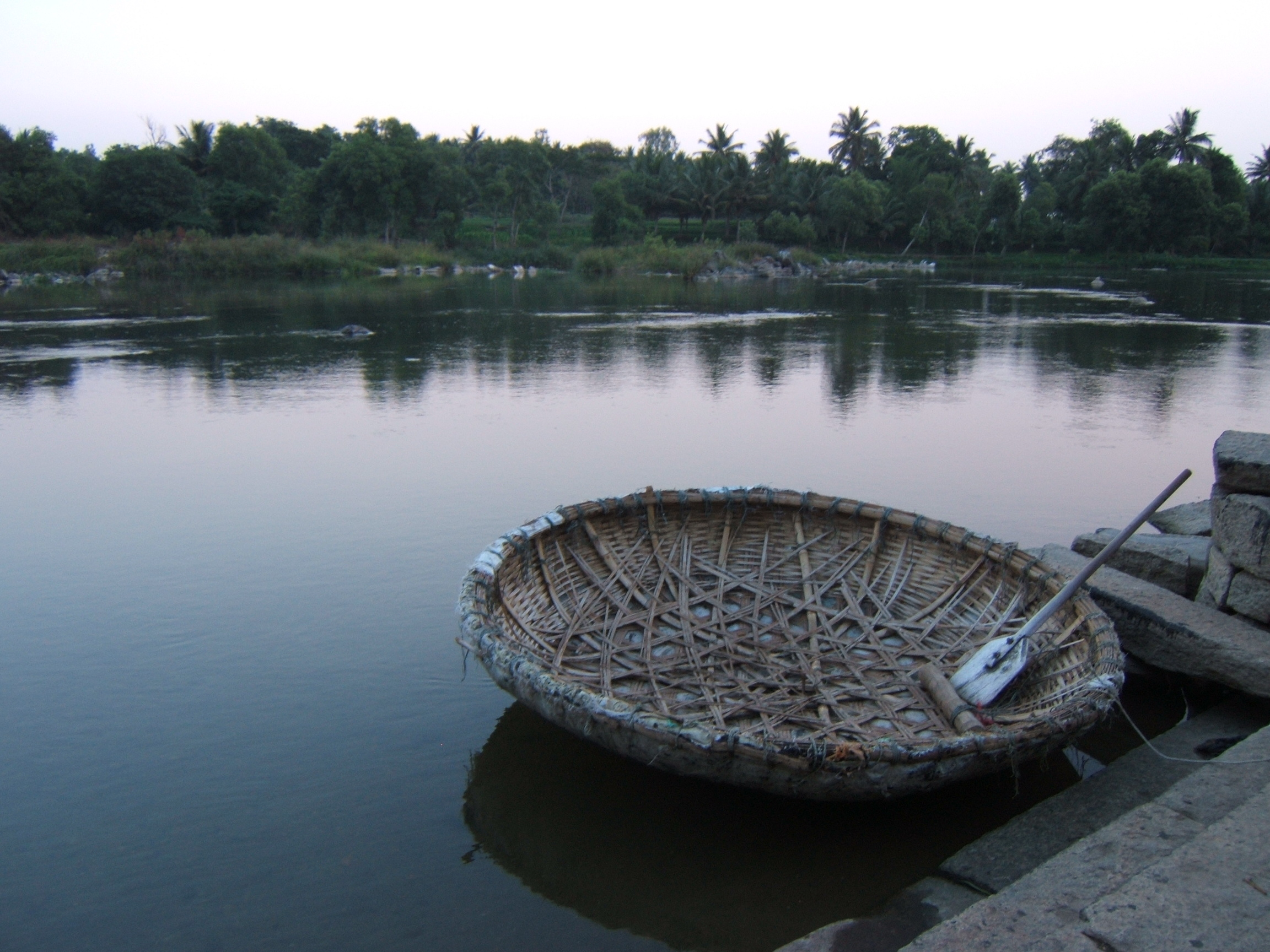
Човен на річці Кавері у Шрірангапатнамі
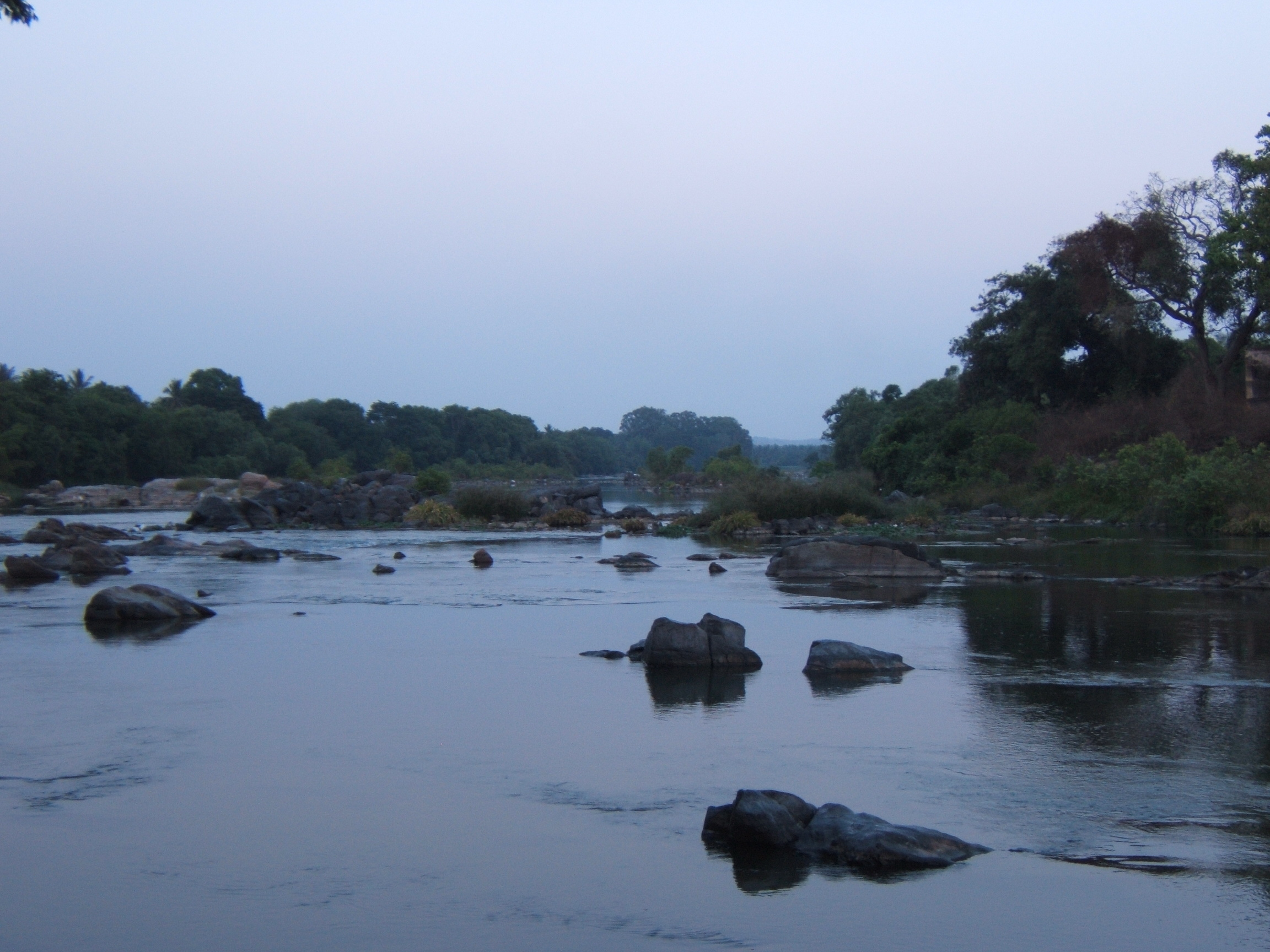
Річка Кавері ввечері
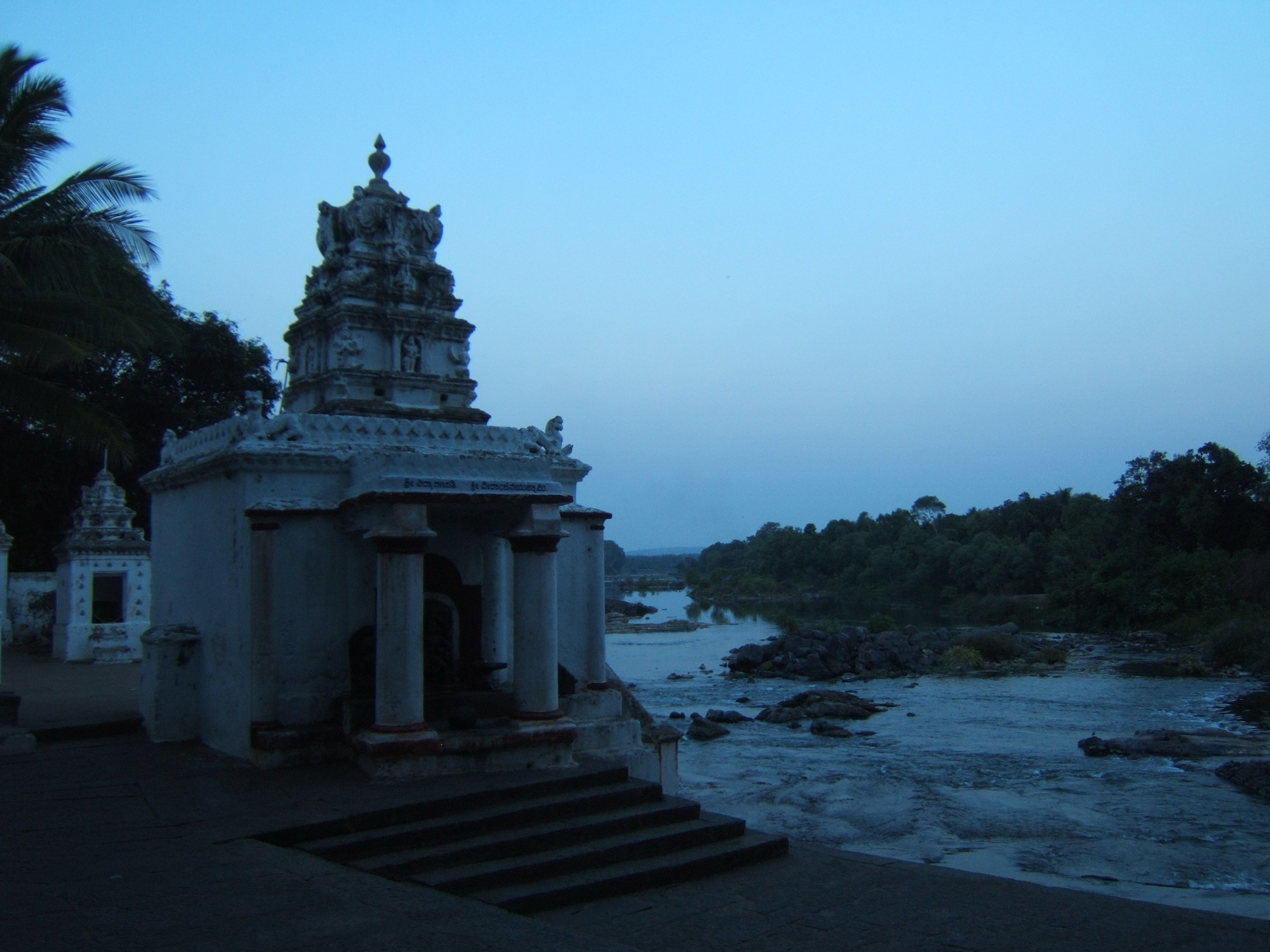
Гхат на річці Кавері
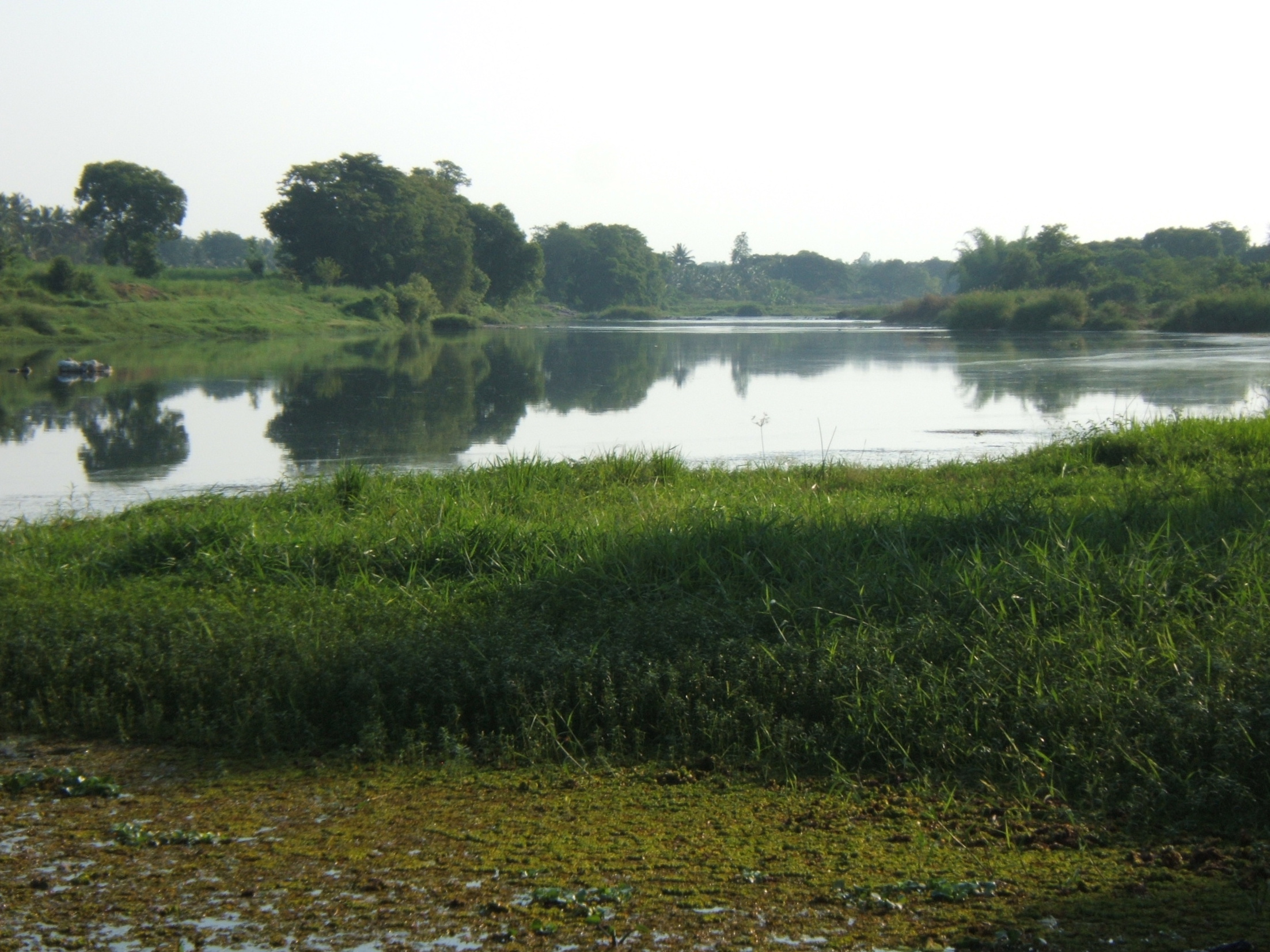
Річка Кавері
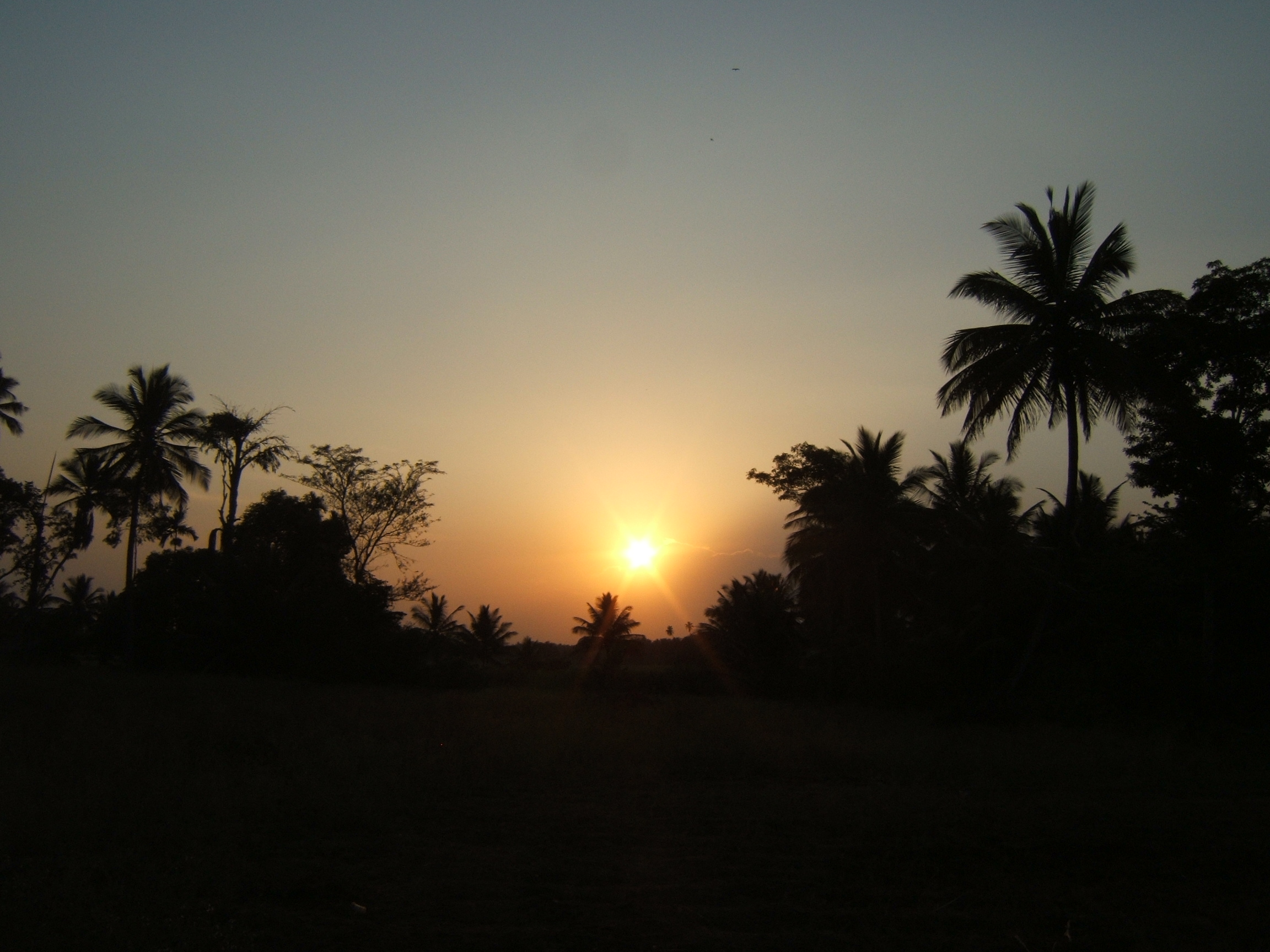
Захід сонця на острові Шрірангапатнам
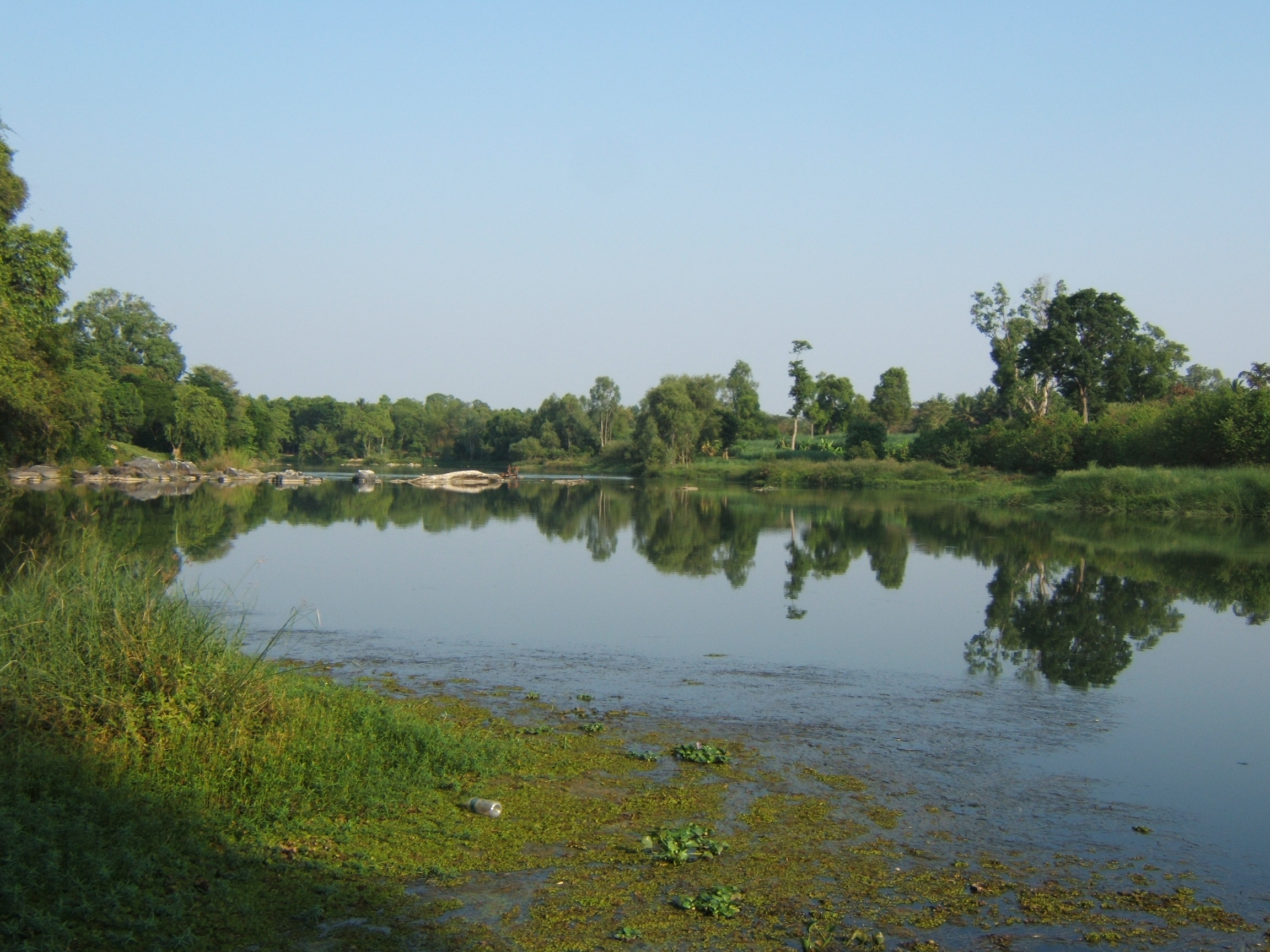
Вид на річку Кавері
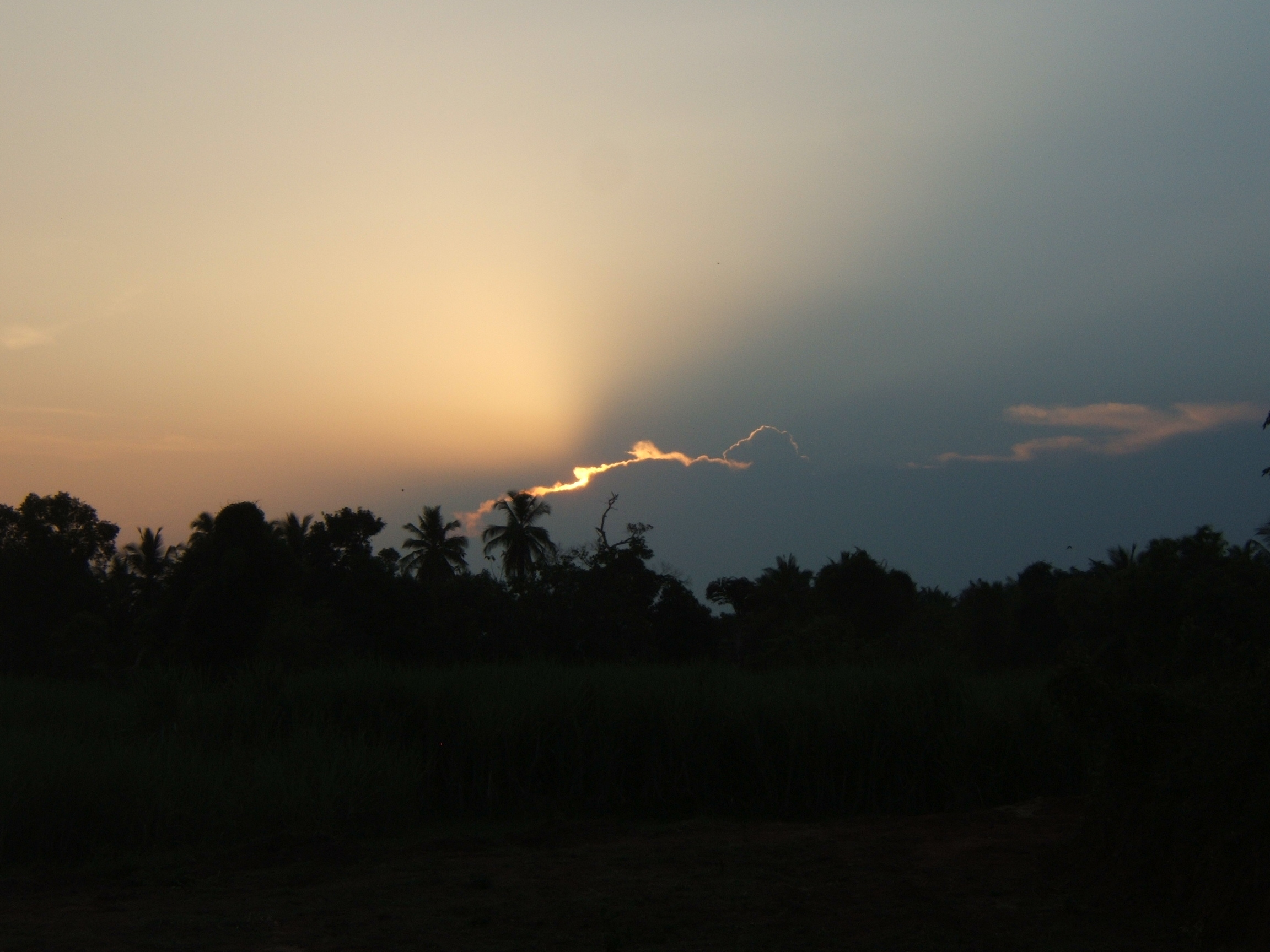
Острів Шрірангапатнам увечері

## У мистецтві
У першому (за хронологією) з романів Бернарда Корнуелла в серії про пригоди стрільця Шарпа, «Тигр стрільця Шарпа», замальовується облога Серінгапатама.